# Strongylium wittmeri
Strongylium wittmeri (лат.) — вид жуков-чернотелок из подсемейства Stenochiinae (Tenebrionidae). Эндемик Непала (Lamobagar Gao, на высоте 1400 м). Название дано в честь швейцарского энтомолога Dr. Вальтера Виттмера (Walter Wittmer: 1915—1998), собравшего типовую серию в 1980 году.

## Описание
Жуки среднего размера, с тёмной окраской тела. Длина тела составляет 8,7 — 11,3 мм. Коричнево-жёлтый, центральные части головы черновато-коричневые, переднеспинка, щиток и надкрылья желтовато-коричневые, вершинные членики усиков, вершинные части бёдер затемнены; голова, переднеспинка и щиток слабо и несколько шелковисто блестящие, надкрылья, бёдра, голени, мезо- и заднегрудь слабо блестящие, переднегрудь и брюшко желтоватые, членики усиков в базальных частях слабо блестящие, в вершинных частях и лапках почти матовые; дорсальная поверхность почти голая, усики, внутренние стороны голеней, вентральные стороны лапок и анальный стебель тонко опушенные. Тело удлинённое, умеренно выпуклое в продольном направлении.

## Классификация
Вид был впервые описан в 2010 году японским энтомологом Кимио Масумото (Institute of Human Culture Studies, Otsuma Women’s University, Токио, Япония) и немецким колеоптерологом Вольфгангом Шаваллером (Staatliches Museum für Naturkunde, Штутгарт, Германия) вместе с новыми видами Strongylium martensi, Strongylium brancuccii, Strongylium suridhobanum, Strongylium arunense.
Включён в состав трибы Stenochiini (=Strongyliini) из подсемейства Stenochiinae.